# Teee Slacanin
Tonya Denise "Teee" Slacanin, född Williams 28 mars 1968 i Los Angeles, är en amerikansk före detta volleybollspelare och -tränare samt beachvolleyspelare.
Hon spelade med USA:s damlandslag i volleyboll och tog med dem bland annat brons vid OS 1992 och VM 1990. Under universitetstiden spelade hon för Hawaii Rainbow Wahine. Därefter blev hon proffs i Europa med spel i Italien och Tyskland. I Tyskland spelade hon förutom volleyboll även beachvolley och blev tysk mästare i sporten 2003 i par med Ines Pianka. Hon har efter avslutad spelarkarriär stannat i Tyskland, där hon under en period tränade herrvolleybollaget TV Hörde.